# コラムス
『コラムス』（COLUMNS）は、1990年3月にセガ・エンタープライゼスがアーケードゲームとして稼働させた落ち物パズルゲーム。
落下してくる宝石を積み重ね、同色の宝石を揃えて消していく本作は、同社のアーケードゲーム『テトリス』（1988年）と共に同ジャンルを定着させ、後に他機種へ移植された（#移植版）ほか、シリーズ作品も発売された（#シリーズ作品）。

## ゲーム内容

### 基本システム
6列✕12段のフィールドに、宝石3個1組が縦に並んで上部から落ちてくる。それを方向レバーで左右に移動、下で落下させて積み上げていく。同じ色の宝石を縦・横・斜めいずれかの直列に3個以上そろえると消える。宝石は、地面や積み上がったほかの宝石の上まで落ちると固定されて、次の宝石の組が出現する。宝石が固定されるまでは、ボタンを押すことで順序を1つずつずらせる。次の宝石の組が出現するタイミングで、宝石が出現する右から3列目の最上段が埋まっているか、列を問わず最上段を超えて画面外に宝石が積み上がっているとゲームオーバー。なお、最上段を超えて見えない位置にある宝石は消滅判定の対象外となる。
消えた宝石の上に積まれていた宝石は下に落ち、それによって3個以上そろった場合は連続して消えて、連続するほど高得点が得られる。これは「連鎖（消し）」と呼ばれる。本作と、のちに登場した『ぷよぷよ』のヒットによって、以降の落ち物パズルのほとんどでこの連鎖のルールが取り入れられるようになった。
宝石を一定個数消すとレベルが上がって、落下速度が上昇し、宝石の色が最大6色まで増えることで難易度が増加する。レベルが上がるほど、宝石を消したときの得点も高くなる。消した宝石数は9999個でカンストとなり、それ以降はレベルが上がらなくなる。ゲームクリアの概念はなく、ゲームオーバーにならない限りエンドレスにプレイ可能。
ゲームの開始時に難易度を、EASY, MEDIUM, HARD の3段階から選択する。EASYで開始した場合、レベル0から開始し、レベル2までは、現在の手で消せる宝石がヒントとして点滅するが、後述の「魔宝石」が1回しか出現しない。MEDIUM, HARD はそれぞれレベル5, 10から開始するかわりに、ボーナス点が得られる。
MEDIUM以上の難度で開始した場合、一定数の宝石を消すことで「魔宝石」という光る宝石が落ちてくる。これを宝石の上に落とすと、フィールド内に存在する同色の宝石が全て消える。フィールドの床に落とすと、宝石が消えない代わりに1万点のボーナス得点が得られる。EASYの難度で開始した場合は、「魔宝石」は「初めて危険な状態になった場合（BGMが変化したとき）」に、1回のみ出現する。
n個目の魔宝石は 25n(n+3) 個目の宝石を消した時に出現する。ただし、消した宝石数が9999個に達して以降は出現しなくなる。
魔宝石をフィールド最上段から画面外にはみ出るように積むと、通常通りに1色の宝石を消したあと、画面外に残った魔宝石が落ちてきて、次の宝石を積んだ時にそれが再度効果を発揮する。つまり、1組の魔宝石の効果が複数回発動する。この際、残った魔宝石が他の宝石の上に落ちずに直接床まで落ちた場合も、1万点のボーナスが入る。ただし、宝石と同様に、最上段を超えて画面外に魔宝石が残ったまま消滅判定が終了するとゲームオーバーになる。
魔宝石を使った1万点ボーナスは序盤こそ高得点だが、宝石を消した際の得点はレベルが係数となって上昇するため、ある程度プレイが続いた状態ではほとんど意味がなくなる。
PS2版、セガエイジス2500シリーズVol.7 の対戦モードでは、同色の宝石が全て消える通常魔宝石の他、相手側フィールドの地面を1段上げる攻撃魔宝石と、プレイヤー側フィールドの地面を3段下げる防御魔宝石の3種類の効果から選ぶことができる。

### 派生システム
初代アーケード版でのプレイモードは上記のエンドレスモードのみだったが、以下のルールが搭載された作品もある。
フラッシュコラムス家庭用版・『コラムスII』などに搭載。最初からある程度の高さまで宝石が積まれた状態からゲームがスタートし、特定の点滅する宝石を消したらステージクリアとなるルール。クリアまでのタイムを競う場合が多い。『コラムスII』では時間が経過すると「WARNING!」と表示されて、フィールドにある宝石の1つがドクロに変化する。このドクロは消してはならず、誤って消してしまうとペナルティとして地面がせりあがり、段数が少なくなる。
対戦フラッシュコラムスのルールでどちらが早く目標の宝石を消せるか競うルールや、連鎖することで相手の地面がせりあがる・時宝石（一定のターンで通常の宝石に変化する石）で攻撃するルールの対戦が存在した。

## 開発
ゲーム・デザインはヒューレット・パッカードに所属していたジェイ・ギールセンが行っており、後にセガがライセンスを取得したことでセガ第一研究開発部がアーケード版を開発することとなった。音楽はセガ・マークIII用ソフト『ファンタシースター』（1987年）を手掛けた上保徳彦が担当している。
ロケテストで稼働した開発中のバージョンは、『ドロップス』 (Drops) というタイトルだった。

## 移植版
| No. | タイトル                                     | 発売日                                           | 対応機種                                           | 開発元                   | 発売元                      | メディア | 型式                                                                           | 備考                                                            | 出典                        |
| --- | -------------------------------------------- | ------------------------------------------------ | -------------------------------------------------- | ------------------------ | --------------------------- | --- | ------------------------------------------------------------------------------ | --------------------------------------------------------------- | --------------------------- |
| 1   | コラムス                                     | 1990年6月29日 1990年6月30日 1990年7月9日         | メガドライブ                                       | セガ                     | セガ                        | 1メガビットロムカセット                                                                                                  | 1701 G-4035 1701-50                                                            |                                                                 |                             |
| 2   | Columns                                      | 1990年9月 1990年12月                             | セガ・マスターシステム                             | セガ                     | セガ                        | ロムカセット | 5120                                                                           |                                                                 |                             |
| 3   | コラムス                                     | 1990年10月6日 1991年4月26日                      | ゲームギア                                         | セガ                     | セガ                        | 1メガビットロムカセット                                                                                                  | G-3101 2201                                                                    |                                                                 |                             |
| 4   | コラムス                                     | 1990年12月1日                                    | FM TOWNS                                           | 日本テレネット           | 日本テレネット (ゲーム会社) | 3.5"2HDフロッピーディスク                                                                                                | -                                                                              |                                                                 |                             |
| 5   | コラムス                                     | 1990年12月14日                                   | MSX2                                               | コンパイル               | 日本テレネット              | 3.5"2DDフロッピーディスク                                                                                                | -                                                                              |                                                                 |                             |
| 6   | コラムス                                     | 1991年3月29日                                    | PCエンジン                                         | 新日本レーザーソフト     | 日本テレネット              | 1メガビットHuCARD | TJ03002                                                                        |                                                                 |                             |
| 7   | コラムス                                     | 1991年7月                                        | PC-9801UV PC-9801VM                                | システムソフト           | システムソフト              | 3.5"2HDフロッピーディスク 5"2HDフロッピーディスク                                                                        | -                                                                              |                                                                 |                             |
| 8   | コラムス                                     | 1991年10月16日                                   | X68000                                             | システムソフト           | システムソフト              | 5"2HDフロッピーディスク                                                                                                  | -                                                                              |                                                                 |                             |
| 9   | コラムス                                     | 1991年10月                                       | J-3100                                             | システムソフト           | システムソフト              | 3.5"2HDフロッピーディスク                                                                                                | -                                                                              |                                                                 |                             |
| 10  | コラムス                                     | 1992年1月                                        | PC-8801mkIISR                                      | システムソフト           | システムソフト              | 5"2Dフロッピーディスク                                                                                                   | -                                                                              |                                                                 |                             |
| 11  | セガクラシック アーケードコレクション        | 1993年4月23日 1992年10月15日 1993年4月19日       | メガCD                                             | セガ                     | セガ                        | CD-ROM | G-6012 4127                                                                    |                                                                 |                             |
| 12  | コラムス                                     | 1997年6月                                        | データディスクマン DD-202                          | ソニー                   | ソニー                      | 内蔵ゲーム | -                                                                              |                                                                 |                             |
| 13  | SEGA AGES コラムス アーケードコレクション    | 1997年10月30日                                   | セガサターン                                       | セガCS1 エインシャント   | セガ                        | CD-ROM | GS-9161                                                                        |                                                                 |                             |
| 14  | コラムス                                     | 1999年8月1日                                     | スーパーファミコン                                 | マリグル・マネージメント | メディアファクトリー        | 4メガビットフラッシュロムカセット                                                                                        | SHVC-BCLJ-JPN                                                                  | ニンテンドウパワー書き換え専用ソフト                            |                             |
| 15  | コラムス for Zaurus                          | 2001年4月17日                                    | ザウルス                                           | ISJ                      | シャープ                    | ダウンロード （シャープスペースタウン）                                                                                  | -                                                                              |                                                                 | [ 9 ] [ 10 ] [ 11 ]         |
| 16  | セガエイジス2500シリーズ Vol.7 コラムス      | 2003年12月18日                                   | PlayStation 2                                      | シムス                   | スリーディー・エイジス      | CD-ROM | SLPM-62425                                                                     |                                                                 |                             |
| 17  | セガエイジス2500シリーズ Vol.7 コラムス      | 2005年11月23日                                   | PlayStation 2                                      | シムス                   | セガ                        | CD-ROM | SLPM-62672                                                                     | 発売元をセガに変更して再発売                                    |                             |
| 18  | ぷよぷよ～ん&コラムス                        | 2006年10月7日                                    | SoftBank 705P                                      | セガ                     | セガ                        | 内蔵ゲーム | -                                                                              |                                                                 | [ 12 ]                      |
| 19  | ぷよぷよ～ん&コラムス                        | 2006年11月1日                                    | P903i                                              | セガ                     | セガ                        | 内蔵ゲーム | -                                                                              |                                                                 | [ 13 ]                      |
| 20  | コラムス                                     | 2006年12月2日 2006年12月4日                      | Wii                                                | セガ                     | セガ                        | ダウンロード （バーチャルコンソール）                                                                                    | -                                                                              | メガドライブ版の移植 Wii本体と同時発売                          | [ 14 ]                      |
| 21  | ぷよぷよ～ん&コラムス                        | 2007年9月12日                                    | Yahoo!ケータイ （S!アプリ）                        | セガ                     | セガ                        | ダウンロード （セガエイジス）                                                                                            | -                                                                              |                                                                 | [ 15 ]                      |
| 22  | ぷよぷよ～ん&コラムス                        | 2007年12月6日                                    | iアプリ                                            | セガ                     | セガ                        | ダウンロード （★ぷよぷよ! セガ）                                                                                         | -                                                                              |                                                                 | [ 16 ]                      |
| 23  | ぷよぷよ～ん&コラムス                        | 2009年6月4日                                     | SH002                                              | セガ                     | セガ                        | 内蔵ゲーム | -                                                                              |                                                                 |                             |
| 24  | ぷよぷよ～ん&コラムス                        | 2010年11月8日                                    | ウィルコム                                         | セガ                     | セガ                        | ダウンロード （★ぷよぷよ! セガ）                                                                                         | -                                                                              |                                                                 | [ 17 ] [ 18 ]               |
| 25  | コラムス                                     | INT 2010年9月13日                                | Windows                                            | セガ                     | セガ                        | ダウンロード (Steam) | -                                                                              |                                                                 |                             |
| 26  | コラムス                                     | INT 2011年4月7日                                 | iPhone/iPod touch (iOS)                            | セガ                     | セガ                        | ダウンロード | -                                                                              |                                                                 | [ 19 ]                      |
| 27  | コラムス                                     | 2012年8月8日 2013年6月13日                       | ニンテンドー3DS                                    | セガ                     | セガ                        | ダウンロード （バーチャルコンソール）                                                                                    | -                                                                              | ゲームギア版の移植                                              | [ 20 ] [ 21 ]               |
| 28  | セガ3D復刻アーカイブス3 FINAL STAGE          | 2016年12月22日                                   | ニンテンドー3DS                                    | M2                       | セガゲームス                | ニンテンドー3DS専用カード ダウンロード                                                                                   | CTR-P-BF3J                                                                     | メガドライブ版の移植 2022年12月21日ダウンロード版配信・販売終了 | [ 22 ] [ 23 ]               |
| 29  | Sega Genesis Classics                        | 2018年5月29日 Switch 2018年12月7日 2018年12月6日 | Linux macOS PlayStation 4 Xbox One Nintendo Switch | d3t セガ                 | セガ                        | ダウンロード (Steam、PlayStation Store、 Microsoft Store、 ニンテンドーeショップ) BD-ROM Nintendo Switch専用ゲームカード | PS4: CUSA-10828 CUSA-09771 XBO: INL-SE10663080 Switch: HAC-P-AQGKB HAC-P-AQGKA | メガドライブ版の移植                                            |                             |
| 30  | コラムス                                     | INT 2019年9月19日                                | メガドライブ ミニ                                  | エムツー                 | セガゲームス                | プリインストール | - HAA-2520 - MK-16000                                                          | メガドライブ版の移植                                            |                             |
| 31  | セガ メガドライブ for Nintendo Switch Online | INT 2022年12月16日                               | Nintendo Switch                                    | 任天堂 エムツー          | 任天堂                      | ダウンロード | -                                                                              | メガドライブ版の移植                                            | [ 24 ] [ 25 ] [ 26 ] [ 27 ] |

メガドライブ版
アーケード版を忠実に移植したアーケードモードに加え、「フラッシュコラムス」などオリジナル要素が追加されたオリジナルモードを収録。２人同時プレイが可能。1990年6月30日に発売。
メガCD用ソフト『セガクラシック アーケードコレクション』（1993年）に収録された他、2006年にはWiiのバーチャルコンソール対応ソフトとして配信、また2019年9月19日に発売された復刻系テレビゲーム機であるメガドライブ ミニにも収録され、2022年12月16日にはNintendo Switchの有料オンラインサービスである「Nintendo Switch Online + 追加パック」の『セガ メガドライブ for Nintendo Switch Online』にて配信された。
ゲームギア版
ゲームギア(1M)のローンチタイトルソフトとして1990年10月6日に発売。オリジナルとフラッシュの2種類のルールが選択可能。2012年8月8日より、ニンテンドー3DS版バーチャルコンソール (VC) 対応ソフトとして配信開始。ゲームギアソフトのVC版として初めてローカルプレイに対応し、専用の通信ケーブルなしで通信プレイまで再現できる。また、2020年10月6日に発売された復刻系テレビゲーム機であるゲームギアミクロの一つ「ゲームギアミクロ レッド」に収録されている（通信対戦不可版）。
PCエンジン版
レーザーソフト（後に日本テレネットに吸収）より1991年3月29日にHuカード(1M)として発売。対戦モードはPCエンジンGT対応。マルチタップでの対戦は不可。
スーパーファミコン版
メディアファクトリーより発売。ニンテンドウパワー専売ソフト。2002年8月31日に書き換え終了のため、現在入手は困難となっている。内容は初代コラムスの移植だが、BGMは一新されている。この他、オリジナルキャラクターによる対戦モードを収録。
PlayStation 2番
『セガエイジス2500シリーズ Vol.7 コラムス』としてスリーディー・エイジスより発売。初代コラムスをベースにしたエンドレスモードと、オリジナルキャラクターによる対戦モードを収録。エンドレスモードは初代コラムスのグラフィック・BGMを忠実に再現したオリジナル版と、『コラムス'97』のグラフィック・BGMを一部流用したリメイク版の2種類からデザインを選べる。後者はゲームオーバー時に、『'97』に存在した段位認定もある。
ストーリー
6個揃えると全能のチカラを得ることができると言われている伝説の宝石「コラムス」。トレジャーハンターの「キューレ」は、その「コラムス」の研究を熱望していたのだが、博物館に保管されているために断念せざるをえなかった。ある日「コラムス」が博物館から盗まれる事件が起こる。盗まれた「コラムス」を取り戻せば、宝石の謎を解くチャンスがあるかもしれない。そう思ったキューレは旅に出る事を決意した。
ニンテンドー3DS版
オムニバスソフト『セガ3D復刻アーカイブス3 FINAL STAGE』の1タイトルとしてメガドライブ版を収録。映像を裸眼立体視化した（3DS本体のスイッチで任意にOFF可）ほか、海外版（メッセージが英文化されているだけ）でプレイ可能・プレイ中いつでもセーブ・セーブポイントからの再開が可能などのオプションを実装している。
2022年12月21日をもって、ダウンロード版『セガ3D復刻アーカイブス3 FINAL STAGE』の配信・販売を終了した。
携帯電話用アプリ
- ぷよぷよ〜ん&コラムス
同社の『ぷよぷよ〜ん』（1999年）とのカップリング作品。S!アプリ版はSoftBank 705P・SoftBank 820P・SoftBank 821P・SoftBank 822P、iアプリ版はP903i・P903iTV・P903iX・P904i・P905i・P905iTV・P704i・P-01B、EZアプリ版はSH002にプリインストールされているほか、セガの携帯電話サイト「★ぷよぷよ!セガ」でもS!アプリ版が2007年9月12日に、iアプリ版が2007年12月6日に配信されている。対応機種によっては「近距離通信対戦」や「Bluetooth対戦」などのサブタイトルが付いており、Bluetoothを利用して通信対戦可能。
モードは対戦型で10ステージを勝ち抜く「VS CPU」[注釈 5]、通信対戦を行う「VS HUMAN」（対応機種のみ搭載）、1人でプレイする「エンドレス」（EASY（レベル1から開始）、NORMAL（スコア+20000、レベル5から開始）、HARD（スコア+50000、レベル10から開始））が選択可能。BGMは初代作と『'97』版の2種類が用意されており、どちらかから選択する。
日本国外でも『SEGA Columns Deluxe』のタイトルで配信され、こちらは2008年8月14日にiOS版も配信されていたが、2015年5月に配信を終了した。
- コラムス / 対戦コラムス（EZアプリ）

## 評価
アーケード版
- ゲーム誌『ゲーメスト』の企画「第4回ゲーメスト大賞」（1990年度）において、読者投票により大賞6位、ベストアクション賞5位、プレイヤー人気3位、年間ヒットゲーム3位、編集部特別賞を獲得した[1]。また、ゲーメストムック『ザ・ベストゲーム』（1991年）において、『ゲーメスト』読者による全アーケードゲームを対象とした人気投票で第53位を獲得した[53]。

メガドライブ版
ゲーム誌『ファミコン通信』の「クロスレビュー」では合計27点（満40点）、『メガドライブFAN』の読者投票による「ゲーム通信簿」での評価は以下の通り、20.66点（満30点）となっている。
| 項目 | キャラクタ | 音楽 | 操作性 | 熱中度 | お買得度 | オリジナリティ | 総合  |
| 得点 | 2.66       | 3.19 | 3.71   | 3.99   | 3.66     | 3.45           | 20.66 |

ゲームギア版
ゲーム誌『ファミコン通信』の「クロスレビュー」では合計27点（満40点）となっている。
『スーパーコラムス』はGameProでは肯定的に評価され、中毒性のあるゲームモード、簡単な操作、クリーンなグラフィックを賞賛した。
PCエンジン版
ゲーム誌『ファミコン通信』の「クロスレビュー」では合計27点（満40点）、『月刊PCエンジン』では75・80・75・70・75の平均75点（満100点）、『マル勝PCエンジン』では8・9・9・8の合計34点（満40点）となっている。
スーパーファミコン版
ゲーム誌『ファミ通』の「クロスレビュー」では、6・5・6・6の合計23点となっている。レビュアーは対戦モードは見覚えのあるシステムだがとっつきやすい、キャラクターのアクが強くていいとした一方で各自の強さがよくわからない、宝石の挙動がぎこちない、宝石による攻撃もあまり強くなくハラハラしない、アブーの邪魔性能のバランスが悪い、処理落ちが多い、結局のところ時間をかけて粘り勝ちすることになるため爽快感がないと評した。
ゲームボーイアドバンス版
- 『コラムスクラウン』についてIGNは、パズルデザインが単純すぎて制限が強く、ぷよぷよほどの自由さはないと7.2/10のスコアをつけた[45]。Nintendo World ReportのJeff Shirleyは本作について、サウンドはキャッチーな曲もあるがプレイの邪魔にはならない、マルチプレイは経験者となら楽しいが初心者には難しい、ストーリーラインがやや不合理であるとし、7.5/10のスコアをつけた[49]。一方、GameSpyのEric Bratcherは、シンプルながらも中毒性がある、音楽は楽しいが記憶に残るほどではない、1人しかソフトを持っていなくても2人で対戦可能だが同じ魔宝石を選択することになる、と特徴を挙げた上で、時代を超えた魅力を持つ素晴らしいゲームであると評した[44]。

## シリーズ作品
シリーズ作品の中には、基本的なシステムを受け継ぎつつも、新しいフィーチャーが付加されたり、得点システムや魔宝石システムが変更されているものが多い。

### アーケードゲーム
コラムスII THE VOYAGE THROUGH TIME（1990年）
Cボード基板使用。あらかじめ積まれている宝石（ステージによっては化石など）のうち、特定の宝石を消せば次のステージに進むステージ制を採用。同社『フラッシュポイント』と同様のルールであり、「フラッシュコラムス」と名付けられた。さらに、初めて対戦モードが導入された。
スタックコラムス（1994年）
C2ボード基板使用。対戦を主眼としており、1人プレイは次々に現れるCPUキャラクターとの対戦形式となっている。過去作の対戦と異なり、タイトルの通り宝石を消す事により攻撃を貯める（スタック）する事が可能で、任意のタイミングで攻撃を仕掛けられるが特徴。スタックを無効にして従来通り自動的に攻撃する設定も出来るが、CPUのスタックを無効にすることは出来ない。
コラムス'97（1996年）
ST-V基板使用。原点回帰を重視した作品で、エンドレスモードのみ。BGMとグラフィックが大幅にリニューアルされた。ゲームオーバー時に、スコアに応じた段位認定がある。
花組対戦コラムス（1997年）
ST-V基板使用。後述する同名のセガサターン版からの移植。『サクラ大戦』と同じようにストーリーが進行し、選択肢によって信頼度が変わる。アーケード進出に従い、乱入機能が追加された。
ジュエルペット 〜キラキラ魔法の宝石箱〜（2009年）
アーケードでは「花組対戦コラムス」以来12年ぶりに稼動した新作。
基本ルールはコラムスと同じだが、ゲーム開始時にジュエルペットカードが出る、宝石は赤、青、緑、黒の4種類がある、宝石を消すとゲージが溜まり満杯になると次のステージに進める、という点が大きく異なる。その他の相違点は以下の通り。
- 魔宝石のシステムが異なる[注釈 6]。
- 2ステージ+ラストステージ＝全3ステージとなっている。
- 一定時間経過すると地面が1段せり上がる。
- 幼児向けに配慮されており、難易度がかなり下がっている。
- 全消しが簡単に出来るようになっている。
- 同じ色の宝石が隣接している場合も消える[注釈 7]。

ジュエルペットカードの更新が2011年に終了し、ジュエルペットというコンテンツ自体も2010年代中頃に概ね終息したこともあり、商業施設で稼働させている事例は現在ほとんど無い。
その他、日本国外で展開されたメガドライブベースの業務用基板『MegaPlay』専用カートリッジとして、メガドライブ用ソフト（1993年10月13日発売）『コラムスIII 〜対決!コラムスワールド〜』が移植されている。

### コンシューマーゲーム
特記がないものはセガ発売から発売されている。一部の記述で初代を『I』と略称している場合あり。 
花組対戦コラムス（1997年3月28日）
セガサターン用ソフト。同社の『サクラ大戦』（1996年）のキャラクターを採用したコラムス。
SEGA AGES コラムス アーケードコレクション（1997年10月30日）
セガサターン用ソフト。アーケード版コラムス4作品（コラムス、コラムスII、スタックコラムス、コラムス'97）を収録したオムニバスソフト。コラムス'97は大連鎖を成功させた時にリプレイする機能が追加されている。
花組対戦コラムス2（2000年）
ドリームキャスト用ソフト。『サクラ大戦2 〜君、死にたもうことなかれ〜』（1998年）のキャラクターを採用。
SEGA AGES コラムスII（2019年）
Nintendo Switch用ソフト。2018年より展開中のSwitch版SEGA AGESシリーズの1作としてリリース。セガサターン版『アーケードコレクション』以来、約20年ぶりに『II』が家庭用ゲーム機に移植された（『II』単独では初移植）。先述した3DS版『I』の「セガ3D復刻アーカイブス3収録バージョン」と移植担当企業が同じであることから、3D映像化がカットされた他はそれに近い仕様となる。このほか独自の付加要素として、シリーズ初となるオンライン対戦モード（「対戦コラムス」のみ対応）と、下記のような多彩なモードが実装されたほか、おまけとして先述したPS Vita版をベースにした初代『コラムス』（以下『I』）もプレイ可能で、事実上『I』と『II』のカップリング移植となっている。
- アーケードモード
  - 「ステージデザイン」機能を実装。プレイエリアと宝石を『I』のデザインに変更できる（『II』と『I』を各面でランダム表示にもできる）。
  - 髑髏の宝石が出なくなる「ドクロカット」機能および「フラッシュコラムス」でステージセレクト機能が追加。なお開発中アーケード版を解析していた際、プログラムデータには存在していたが理由不明で隠されていた「第70面」が存在することが判明。これを含め全70ステージが自由に選択できる。
    - 2P側のプレイエリアのみが180度反転、ディスプレイを介して1P・2Pが対面しプレイできる「対面モード」を家庭用ゲーム機では初実装。主にSwitch本体ディスプレイでのプレイを想定しているが、外部ディスプレイに映像を出力してアーケード版のようにプレイする事も工夫すればできる。
- 「無限コラムス」モードを新設。
  - フラッシュコラムスをベースにしているが各面クリアを止め、『I』のように延々とプレイできる。しかし『I』そのものではないので、プレイ中一定時間が経つと、床がせり上がるように最下段に宝石が追加されていく。この中には「点滅発光する宝石」がランダムで含まれており、これと消すと、概ね魔宝石と同じ効果が発動する。
- 「宝石箱」モードを実装。
  - 「フラッシュコラムス」でクリアした各面を確認できる。達成度に応じて、デモ画面にラウンドガール、ラウンドボーイとして登場するセガ往年のゲームキャライラストが増えていき、一言解説と共に見られる。

当初はメガドライブ版の『I』を移植する予定だったが『セガ3D復刻アーカイブス3 FINAL STAGE』に移植済みであること、今まで『II』の移植の機会が少なかったこと、「フラッシュコラムス」や「対戦コラムス」を楽しんでもらう為に選ばれた。
「無限コラムス」の名付け親はエムツーの松岡毅。
移植作業にて行われたC2ボードの基板の解析は未着手だったため、開発に約1年かかっている。また、アーケード版自体のゲーム難易度が高いため、基板の解析もさることながら、検証プレイも手間取ったという。この高い難易度を家庭用ゲーム版としてアレンジする際マイルドに遊びやすくするため、先述したドクロカットなどの新要素が実装された。
コラムス / コラムスII / スタックコラムス（2020年）
セガトイズの復刻系ゲーム機である「アストロシティミニ」本体にプリインストール収録。アーケードゲーム版オリジナルを（ほぼ）完全な形で移植している。
コラムスIII 〜対決!コラムスワールド〜（2022年）
セガのメガドライブ復刻ゲーム機・メガドライブ ミニ2本体にプリインストール収録。原典同様、最大５人同時対戦プレイが可能となっているが、メガドライブ実機の5人対戦時はプレイフィールドが1～2人用に比べると狭くなり宝石が単なるドットとして表示され、それを解像度の低い映像で出力していたため青と紫の違いも判りにくくなってしまい、相当の大画面テレビでないと実用的なプレイは難しかったのに対し、ミニではHDMIデジタル映像を高解像度（最大720Pアップコンバート）で出力可能になっており、多少はプレイし易くなっている。

### 携帯型ゲーム機
スーパーコラムス（1995年）
ゲームギア用ソフト。
コラムスGB 手塚治虫キャラクターズ（1999年）
ゲームボーイ用ソフト。メディアファクトリーより発売。手塚治虫のキャラクターが登場。
コラムスクラウン（2001年）
ゲームボーイアドバンス用ソフト。
龍が如く0 基本無料アプリ for PlayStation Vita（2015年）
PlayStation Vita用ソフト。PlayStation 3用ソフト『龍が如く0 誓いの場所』の体験版的な要素を持つソフト。基本無料だが、有料ダウンロードパックもいくつか作られており、この中の1つとしてメガドライブ版をベースとした『コラムス』が移植された。なお、このアプリ内で稼いだバーチャルマネーは『龍が如く0』本編に反映することができる。

### 携帯電話用アプリ
コラムスジュエル（2005年）
iアプリ、S!アプリ、Android用ソフト。当初はFOMAD902iにプリインストールされて発売された。2008年9月2日にYahoo!ケータイにて配信開始、2011年6月1日にAndroid用ソフトとして配信開始された。
怪盗レーニャinコラムス（2010年）
iアプリ、S!アプリ、EZアプリ用ソフト。2010年4月1日に携帯電話各キャリアにて配信開始。

### その他
ジュエル・ボックス（1992年）
ロドニー・ジャックス (Rodney Jacks) と当時のマイクロ・イマジニアリング (Micro Imagineering)、後のホット・ロッド・ゲームス (Hot Rod Games) により開発されたゲームで、『コラムス』とほぼ同様のルールのゲームである。Macintosh版やWindows版が作られているほか、タカラトミーから発売された携帯ゲーム機、ポケットドリームコンソールにも収録されている。
ビジュエルド（Bejeweled）シリーズ（2001年）
PopCap Gamesにより開発されたゲーム・シリーズで、『コラムス』とほぼ同様のルールのゲームである（但し、画面に表示され操作する物体は、「宝石」ではなく「ジェム（宝石だけではなく、人工的に彫刻加工された貴石も含む）」という事になっている）。